# Temnopleurus toreumaticus
Espèce
Temnopleurus toreumaticus est une espèce d'oursins (échinodermes) de la famille des Temnopleuridae.

## Description
C'est un petit oursin régulier, dont le test (coquille) mesure autour de 4-5 cm de diamètre, couvert de radioles (piquants) noires, robustes et effilées, mesurant entre 1,5 et 2 cm. Les radioles de la face orale (inférieure) sont plus courtes, légèrement aplaties et peuvent être annelées. Toutes les radioles, primaires (les plus longues) comme secondaires (les plus courtes), sont disposées en méridiens assez espacés, laissant voir le test gris. Ses longs podia translucides sont plus longs que les piquants, et souvent visibles en plongée. Sur le test, les sutures entre les plaques forment parfois des lignes radiales en zigzag assez visibles.
C'est un oursin « collecteur » : il maintient souvent toutes sortes d'objets (pierres, débris, coquilles...) au-dessus de lui au moyen de ses podia pour se camoufler.

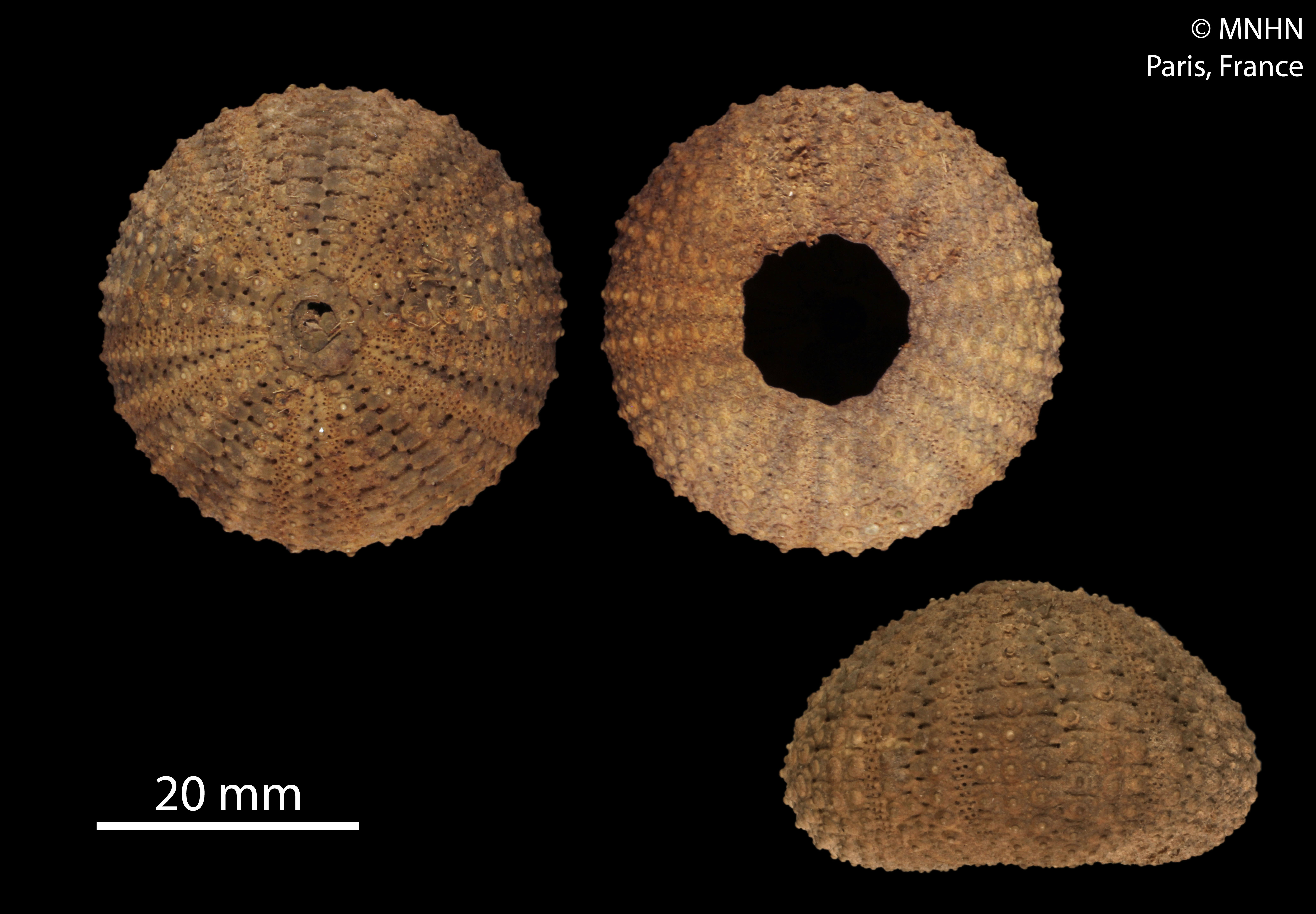
Test (MNHN)
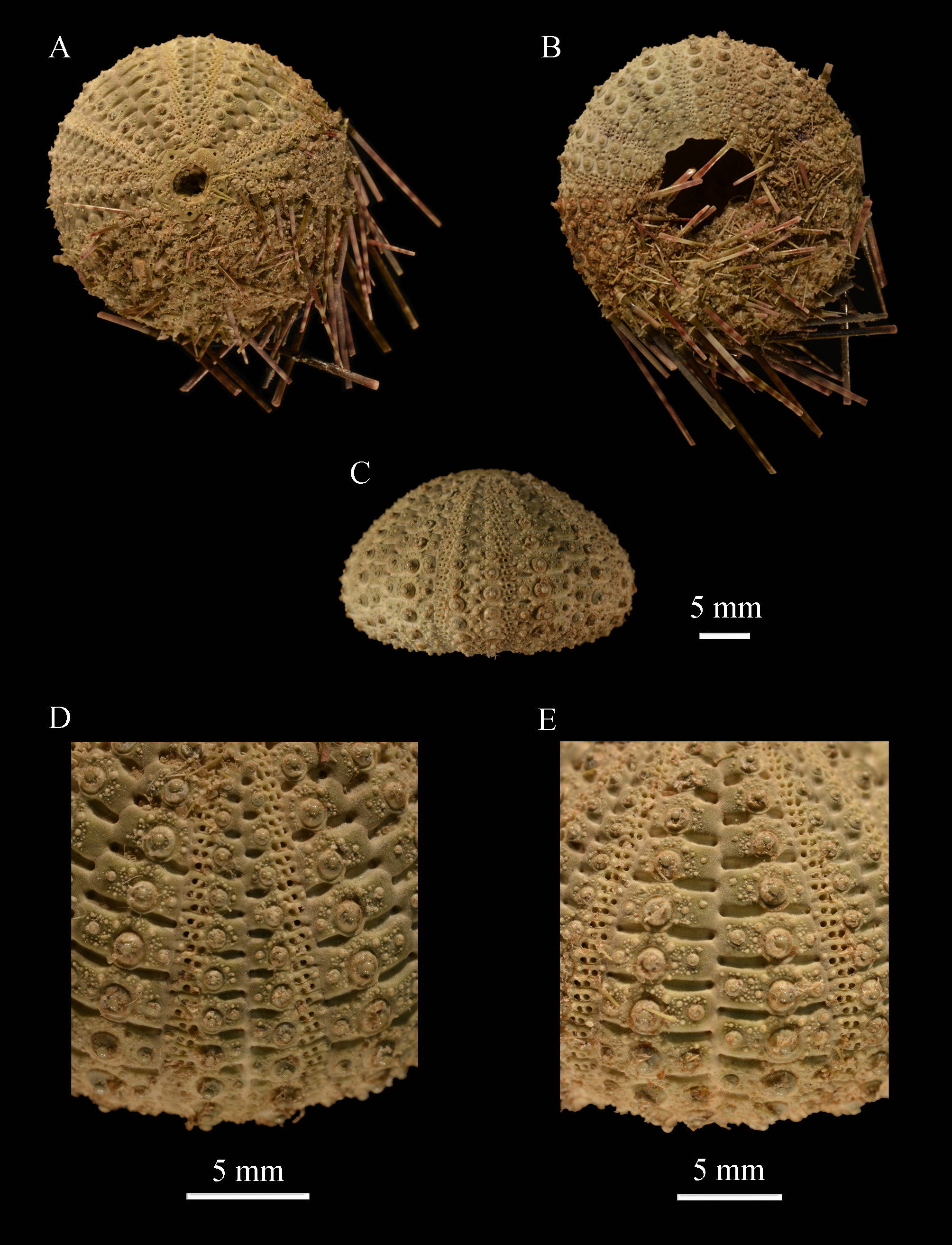
Test et radioles.

## Habitat et répartition
Cet oursin se rencontre à faible profondeur en Asie du sud-est, et notamment à Singapour. Il apprécie les herbiers sableux, mais aussi les fonds détritiques riches en algues.